# Gerusalemme (metropolitana di Milano)
Gerusalemme è una stazione della linea M5 della metropolitana di Milano.

## Storia
Il progetto per la realizzazione della linea M5 fu approvato nel 2006. I lavori preliminari per la realizzazione della seconda tratta, che comprende la stazione Gerusalemme, sono iniziati nel 2010. I lavori effettivi sono iniziati invece tra il 2011 e il 2012.
La stazione è stata inaugurata il 26 settembre 2015.

## Strutture ed impianti
Gerusalemme è una stazione sotterranea passante con due binari e una banchina ad isola dotata di porte di banchina; rientra nell'area urbana della metropolitana milanese.
Sorge in piazza Gerusalemme.

## Servizi
La stazione dispone di:
- Accessibilità per portatori di handicap
- Ascensori
- Scale mobili
- Emettitrice automatica biglietti
- Servizi igienici
- Stazione video sorvegliata